# Kateřina Nedbálková
Kateřina Nedbálková (* 28. května 1974) je česká socioložka, vysokoškolská pedagožka. Profesně působí na Fakultě sociálních studií Masarykovy univerzity v Brně. Zabývá se problematikou genderu, vězeňství, třídního zařazení.

## Život
V roce 1998 získala magisterský titul ze sociologie na Masarykově univerzitě. Ve své diplomové práci se zabývala homosexuální subkulturou. V roce 2004 ukončila postgraduální studium a získala tituly PhDr. a Ph.D. Tématem její disertační práce bylo „Spoutaná Rozkoš aneb reprodukce genderové struktury a heteronormativity ve vězeňských subkulturách žen“, kterou následně vydala knižně. Studovala i v USA či v Kanadě. V roce 2010 se habilitovala a získala titul docentky.
V roce 2004 začala působit na Katedře sociologie FSS MU, kde mezi lety 2010–2015 byla vedoucí oboru Genderová studia. Specializuje se na sociologii nerovnosti a třídy, sociologii rodiny, intimity a sexuality, též studium kriminality, normality a deviace, zkoumala problematiku žen ve vězení. Dále se zabývala tématem dělnických rodin.
K roku 2017 vychovávala syna. Podporuje sňatky osob stejného pohlaví.

## Vybrané publikace
- NEDBÁLKOVÁ, Kateřina. Spoutaná Rozkoš: (re)produkce genderu a sexuality v ženské věznici. Praha: SLON, 2006. 189 s. Gender sondy. ISBN 80-86429-65-2.
- NEDBÁLKOVÁ, Kateřina. Matky kuráže: Lesbické rodiny v pozdně moderní společnosti. Praha: SLON, 2011. 120 s. Studie. ISBN 978-80-7419-041-4.
- NEDBÁLKOVÁ, Kateřina. Tichá dřina: Dělnictví a třída v továrně Baťa. Praha: Display, 2021. ISBN 978-80-907883-1-2.
- NEDBÁLKOVÁ, Kateřina. Pracovat. Praha: Display, 2022. ISBN 978-80-907883-8-1.